# Kietlice (województwo warmińsko-mazurskie)
Kietlice (niem. Kittlitz) – osada w Polsce, w województwie warmińsko-mazurskim, w powiecie węgorzewskim, w gminie Węgorzewo. Miejscowość należy do sołectwa Radzieje.
W latach 1975–1998 miejscowość należała administracyjnie do województwa suwalskiego.
Kietlice położone są na zachodnim brzegu Mamr, posiadają własny port jachtowy. Dojazd lądem od drogi Pniewo – Kamionek Wielki.

## Nazwa
28 marca 1949 r. ustalono urzędową polską nazwę miejscowości – Kietlice, określając drugi przypadek jako Kietlic, a przymiotnik – kietlicki.

## Historia
Przed II wojną światową Kietlice jako folwark należały do klucza majątków Lehndorffów w Sztynorcie. Po 1945 r. w miejscowości powstał PGR, który przed likwidacją PGR jako obiekt produkcyjny należał do Zakładu Rolnego w Pniewie. Osada po likwidacji PGR stanowi własność prywatną.